# Ivan Freitas
Ivan Freitas (João Pessoa, 7 de agosto de 1932 — 23 de maio de 2006) foi um pintor e muralista brasileiro.

## Biografia
Filho do muralista Severino Araújo, Ivan começou na pintura como autodidata.
Sua primeira mostra individual foi na Biblioteca Pública, em 1957. Com o sucesso da exposição, teve condições de mudar-se para Rio de Janeiro no ano seguinte, em 1958, onde tomou contato com a obra de artistas como Salvador Dali e René Magritte, que o influenciaram. Entre 1962 e 1963 residiu como bolsista em Paris. Entre 1969 e 1972, esteve em sua segunda excursão para o exterior, na cidade Nova Iorque e comissionado pela International Telephone and Telegraph Corporation.
De volta ao Brasil, pintou o mural de mais de mil metros quadrados na parede externa da Escola Nacional de Música, no Rio de Janeiro, em 1984 - o primeiro do Projeto Arte nos Muros. Ainda na década de 1970, casa-se com Dalva Mendes Gall, para quem deixou após sua morte em 2006, um acervo extenso onde se pode encontrar todas as melhores obras deste artista paraibano consagrado no Brasil e no exterior.

### Anos em Nova Iorque
A estadia em Nova Iorque, de 1969 a 1972, foi talvez o momento de maior virada na carreira de Ivan. Até o então, segundo o crítico de arte Roberto Pontual, o artista plástico seguia "uma fase de abstração próxima do informal". Nos Estados Unidos, com tanta influência tecnológica ao seu redor, Ivan passa a se interessar pela máquina e seus mecanismos de movimento e insere essas percepções em suas obras, como "construções cinéticas com pequenos motores ocultos em caixas", conforme Pontual define, e também e acionando padrões de luz em séries cíclicas e repetidas.

## Crítica
Em 1968, a revista Galeria de Arte Moderna (GAM), publica artigo intitulado Ivan Freitas e o Espaço Cósmico.
No Dicionário Brasileiro de Artistas Plásticos, o crítico de arte italiano Giuseppe Marchiori se refere a Ivan Frentas como alguém que "controla e domina cada parte da pintura com uma vontade de aprofundação da imagem que surpreende e encanta". Ainda segundo o crítico, Ivan é alguém que preserva o mistério na harmonia entre traços e a atmosfera colorida, por onde cria pausas e ritmos para a leitura de suas "estruturas secretas".
O poeta Ferreira Gullar, escreve: "Freitas não se volta para o mundo subjetivo, não indaga os arcanos do inconsciente; ele indaga o futuro e, na solidão de seus quadros promete-nos um mundo sereno e ordenado. E, se em suas paisagens não aparece o homem, não é que essa ordem o exclui - é que ele ainda não a alcançou."

## Exposições

### Individuais
- 1957 - Biblioteca Pública de João Pessoa; João Pessoa, PB.
- 1960 – Ivan Freitas: Exposições de Pintura, na Galeria Penguin; Rio de Janeiro, RJ.
- 1961 – MAM-BA, Salvador, BA.
- 1962 – Galeria Rubbers; Buenos Aires, Argentina.
- 1962 – La Cavana Galeria; Trieste, Itália.
- 1962 – Instituto Cultural Brasil-Estados Unidos; Rio de Janeiro, RJ.
- 1962 – Instituto Brasil–Uruguai; Montevidéu, Uruguai.
- 1962 – Galeria Barcinski; Rio de Janeiro, RJ.
- 1963 – Galleria Del Canale, Nápoles, Itália.
- 1963 – Ivan Freitas: Paris 1963, na Galeria Barcinski; Rio de Janeiro, RJ.
- 1964 – Galeria Barcinski; Rio de Janeiro, RJ.
- 1966 – Galeria Relevo; Rio de Janeiro, RJ.
- 1968 – Galeria Relevo; Rio de Janeiro, RJ.
- 1969 – Pan American Union; Washington, Estados Unidos.
- 1971 – Iramar Gallery; Nova York, Estados Unidos.
- 1971 – Blooming – Dale’s Art Gallery; Nova York, Estados Unidos.
- 1973 – Individual, na Galeria Bonino; Rio de Janeiro, RJ.
- 1973 – Galeria Collectio; São Paulo, SP.
- 1974 – Ivan Freitas: Pinturas/Objetivos, na Bolsa de Arte do Rio de Janeiro; Rio de Janeiro, RJ.
- 1975 – Galeria Arte Global; São Paulo, SP.
- 1976 – Ivan Freitas: Pinturas/Espaço/Movimento, na Galeria Ipanema; São Paulo, SP.
- 1977 – Galeria Paulo Prado; São Paulo, SP.
- 1978 – Fundação Cultural do Estado da Paraíba; João Pessoa, PB.
- 1979 – Galeria B. 75 Concorde; Rio de Janeiro, RJ.
- 1980 – Individual, na Galeria do Sesi; São Paulo, SP.
- 1980 – Galeria Paulo Prado; São Paulo, SP.
- 1986 – Ivan Freitas: A Paisagem Reinventada, na Galeria Arte Aplicada; São Paulo, SP.
- 1987 – Galeria Arte Aplicada; São Paulo, SP.
- 1989 – Galeria Evasion Arte; São Paulo, SP.
- 1994 – Galeria GB Arte; Rio de Janeiro, RJ.

### Coletivas
- 1959 – 8º Salão Nacional de Arte Moderna; Rio de Janeiro, RJ.
- 1960 – 9º Salão Nacional de Arte Moderna; Rio de Janeiro, RJ.
- 1961 – 10º Salão Nacional de Arte Moderna – isenção de júri e prêmio de crítica; Rio de Janeiro, RJ.
- 1961 – 6ª Bienal Internacional de Arte de São Paulo, no Pavilhão Ciccilo Matarazzo; São Paulo, SP.
- 1963 – Arte de América e Espanha; Europa.
- 1963 – 2ª Bienal do Jovem; Paris, França.
- 1963 – 7ª Bienal Internacional de Arte de São Paulo, na Fundação Bienal; ; São Paulo, SP.
- 1964 – 2º Resumo de Arte do Jornal do Brasil, no MAM-RJ; Rio de Janeiro, RJ.
- 1965 – Arte Brasileira Atual; Bonn, Alemanha.
- 1965 – Arte Brasileira Atual; Londres, Inglaterra.
- 1965 – 1º Salão Esso de Artistas Jovens, no MAM-RJ; Rio de Janeiro, RJ.
- 1965 – Opinião 65, no MAM/RJ; Rio de Janeiro, RJ.
- 1965 – 1º Salão Esso de Artistas Jovens, no MAC/USP; São Paulo, SP.
- 1965 – 8ª Bienal Internacional de Arte de São Paulo, na Fundação Bienal; São Paulo, SP.*
- 1965 – Arte Brasileira Atual; Viena, Áustria.
- 1966 – 5 Pintores Contemporâneos do Brasil; Buenos Aires, Argentina.
- 1966 – 5 Pintores Contemporâneos do Brasil; Montevidéu, Uruguai.
- 1966 – 1ª Bienal Nacional de Artes Plásticas; Salvador, BA.
- 1967 – 9ª Bienal Internacional de Arte de São Paulo, na Fundação Bienal; São Paulo, SP.
- 1968 – 2º Salão Esso de Artistas Jovens, no MAM/RJ; Rio de Janeiro, RJ.
- 1969 – 7º Resumo de Arte JB, no MAM-RJ; Rio de Janeiro, RJ.
- 1970 – 2ª Bienal de Coltejer; Medellín, Colômbia.
- 1972 – Arte/Brasil/Hoje: 50 Anos Depois, na Galeria Collectio; São Paulo, SP.
- 1973 – 12ª Bienal Internacional de Arte de São Paulo, na Fundação Bienal; São Paulo, SP.
- 1973 – 5º Panorama de Arte Atual Brasileira, no MAM-SP; São Paulo, SP.
- 1974 – Bienal Nacional 74, na Fundação Bienal; São Paulo, SP.
- 1975 – A Comunicação Segundo os Artistas Plásticos; Rio de Janeiro, RJ.
- 1975 – 13ª Bienal Internacional de Arte de São Paulo, na Fundação Bienal; São Paulo, SP.
- 1976 – 8º Panorama de Arte Atual Brasileira, no MAM/SP; São Paulo, SP.
- 1979 – 11º Panorama de Arte Atual Brasileira, no MAM/SP; São Paulo, SP.
- 1979 – 15ª Bienal Internacional de Arte de São Paulo, na Fundação Bienal; São Paulo, SP.
- 1982 – Brasil 60 Anos de Arte Moderna: Coleção Gilberto Chateaubriand, no Centro de Arte Moderna José de Azeredo Perdigão; Lisboa, Portugal.
- 1982 – Brasil 60 Anos de Arte Moderna: Coleção Gilberto Chateaubriand, na Barbican Art Gallery; Londres, Inglaterra.
- 1984 – Pintura Brasileira Atuante, no Espaço Petrobras; Rio de Janeiro, RJ.
- 1985 – Opinião 65, na Galeria de Arte Banerj; Rio de Janeiro, RJ.
- 1986 – Imagine: o planeta saúda o cometa, Arte Galeria; Fortaleza, CE.
- 1986 – 17º Panorama de Arte Atual Brasileira, MAM-SP; São Paulo, SP.
- 1987 – 20ª Exposição de Arte Contemporânea, Chapel Art Show; São Paulo, SP.
- 1990 – 2ª Arte Atual Paraibana, Fundação Espaço Cultural da Paraíba – artista convidado; João Pessoa, PB.
- 1992 – EcoArt, MAM-RJ; Rio de Janeiro, RJ.
- 1995 – Opinião 65: 30 Anos, no CCBB; Rio de Janeiro, RJ.
- 2003 – Projeto Brazilianart, Almacén Galeria de Arte; Rio de Janeiro, RJ.